# Uma Breve História do Mundo
Uma Breve História do Mundo (título original em inglês: A Short History of the World) é um livro escrito pelo professor Geoffrey Blainey. O livro trata da história do mundo e seus principais feitos desde o surgimento do homo sapiens no continente africano até os dias atuais. Ao decorrer da história, o autor descreve a geografia, a civilização, o legado dos povos e suas consequências futuras.
O livro tornou-se um bestseller internacional, na Inglaterra e nos Estados Unidos da América; foi publicado no Brasil pela Editora Fundamento.